# Siko
Siko est un village du Cameroun situé dans la Région du Nord, dans le département du Faro. Administrativement, il est intégré à l'arrondissement de Poli, chef-lieu du Faro, et au lamidat de Tété.

## Population
Lors du recensement de 2005 réalisé par le Bureau central des recensements et des études de population (BUCREP), 175 habitants y ont été dénombrés.

## Agriculture
Les habitants cultivent du maïs, du coton, des oignons, des arachides, de la canne à sucre, du sorgho et de la patate douce.

## Infrastructures
Le Plan communal de développement de Poli recense un barrage dans le village de Siko.